# Velika nagrada Valentina 1946
Velika nagrada Valentina 1946 je bila tretja in zadnja dirka Grandes Épreuves v sezoni Velikih nagrad 1946. Odvijala se je 1. septembra 1946 v torinskem parku Valentino in je bila prva dirka, ki je potekala pod pravili Formule 1.

## Rezultati

### Dirka
| Poz | Št | Dirkač              | Moštvo                         | Dirkalnik      | Krogi | Čas/Odstop    |
| --- | -- | ------------------- | ------------------------------ | -------------- | ----- | ------------- |
| 1   | 46 | Achille Varzi       | Alfa Romeo SpA                 | Alfa Romeo 308 | 60    | 2:35:45.8     |
| 2   | 52 | Jean-Pierre Wimille | Alfa Romeo SpA                 | Alfa Romeo 308 | 60    | + 0.5s        |
| 3   | 22 | Raymond Sommer      | Privatnik                      | Maserati 4CL   | 58    | +2 kroga      |
| 4   | 10 | Eugène Chaboud      | Ecurie France                  | Delahaye 135CS | 55    | +5 krogov     |
| 5   | 26 | Enrico Platé        | Privatnik                      | Maserati 4CL   | 55    | +5 krogov     |
| 6   | 54 | Carlo Felice Trossi | Alfa Romeo SpA                 | Alfa Romeo 308 | 51    | +9 krogov     |
| 7   | 56 | Louis Chiron        | Privatnik                      | Maserati 4CL   | 50    | +10 krogov    |
| 8   | 18 | Leslie Brooke       | ERA Ltd.                       | ERA B          | 50    | +10 krogov    |
| 9   | 4  | Discoride Lanza     | Privatnik                      | Maserati 4CM   | 50    | +10 krogov    |
| Ods | 32 | Christian Kautz     | Privatnik                      | Maserati 4CL   | 38    | Prenos        |
| Ods | 50 | Peter Whitehead     | Privatnik                      | ERA E          | 32    | Menjalnik     |
| Ods | 36 | Henri Louveau       | Scuderia Automovilistica Milan | Maserati 4CL   | 30    | Trčenje       |
| Ods | 40 | Franco Cortese      | Privatnik                      | Maserati 4CL   | 25    | Motor         |
| Ods | 28 | Arialdo Ruggieri    | Privatnik                      | Maserati 4CL   | 17    | Motor         |
| Ods | 48 | Tazio Nuvolari      | Privatnik                      | Maserati 4CL   | 12    | Odpadlo kolo  |
| Ods | 16 | Giorgio Pelassa     | Privatnik                      | Maserati 4CL   | 10    | Odpadlo kolo  |
| Ods | 24 | Consalvo Sanesi     | Alfa Romeo SpA                 | Alfa Romeo 308 | 8     | Vžig          |
| Ods | 64 | Emilio Romano       | Privatnik                      | Maserati 4CM   | 7     | Diferencial   |
| Ods | 42 | Reg Parnell         | Privatnik                      | ERA C          | 3     | Menjalnik     |
| Ods | 8  | Giuseppe Farina     | Alfa Romeo SpA                 | Alfa Romeo 308 | 1     | Zadnje vpetje |
| DNQ | 2  | Raph                | Ecurie Naphtra Course          | Maserati 4CL   |       |               |
| DNQ | 6  | Harry Schell        | Ecurie Lucy O´Reilly Schell    | Maserati 6CM   |       |               |
| DNQ | 12 | Georges Grignard    | Ecurie France                  | Delahaye 135CS |       |               |